# لين كولينز (موسيقية)
لين كولينز (بالإنجليزية: Lyn Collins)‏ هي موسيقية أمريكية، ولدت في 12 يونيو 1948 في أبيلين في الولايات المتحدة، وتوفيت في 13 مارس 2005 في باسادينا في الولايات المتحدة بسبب نوبة قلبية.

## وصلات خارجية
- لين كولينز على موقع IMDb (الإنجليزية)
- لين كولينز على موقع ميوزك برينز (الإنجليزية)
- لين كولينز على موقع إن إن دي بي (الإنجليزية)
- لين كولينز على موقع أول ميوزيك (الإنجليزية)
- لين كولينز على موقع ديسكوغز (الإنجليزية)